# Arielle Dombasle
Arielle Dombasle, pseudonimo di Arielle Laure Maxime Sonnery de Fromental (Hartford, 27 aprile 1953), è un'attrice, regista e cantante statunitense di origini francesi.

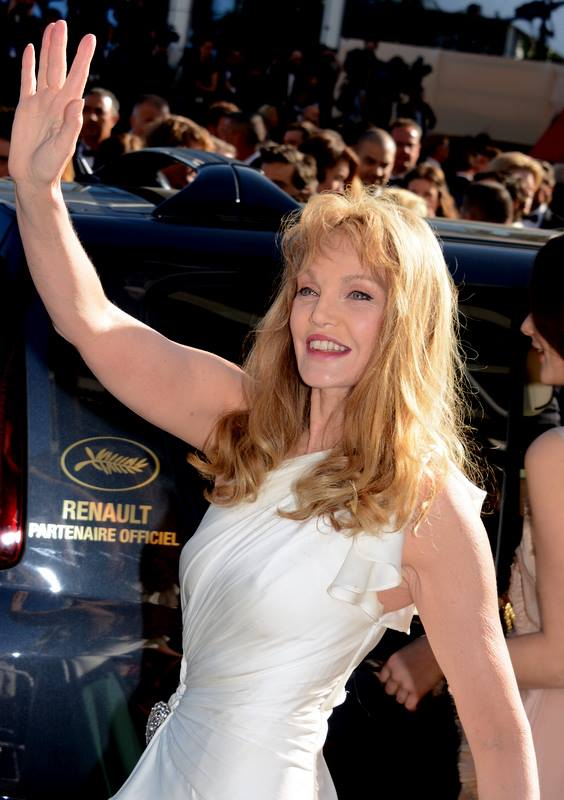
Arielle Dombasle al Festival di Cannes del 2013

Nota per le sue interpretazioni in film come Pauline alla spiaggia (1983) di Éric Rohmer, e Un bruit qui rend fou (1995) di Alain Robbe-Grillet, deve la sua fama internazionale anche alle parti interpretate in Miami Vice e nella miniserie Segreti (1984).

## Biografia

### Infanzia
Nata negli Stati Uniti, figlia di Francion Garreau-Dombasle e di Jean-Louis Sonnery de Fromental, un fabbricante di seta, Arielle e suo fratello Gilbert furono portati in Messico dai loro nonni materni, dopo che la madre morì nel 1964; in seguito il padre sposò la pittrice Laurence de Lubersac.
Suo nonno materno, Maurice Garreau-Dombasle, era uno stretto amico di Charles de Gaulle ed era ambasciatore di Francia in Messico; sua nonna era Man'Ha Dombasle (nata Germaine Massenet, 1898-1999), una scrittrice e poetessa che tradusse le opere di Rabindranath Tagore in francese e fu una grande amica dello scrittore di storie fantastiche Ray Bradbury, che nel 1972 le dedicò il romanzo L'albero di Halloween.
Il cognome della famiglia fu creato nel 1912, quando il nonno di Arielle, René Sonnery (1887-1925), un industriale originario di Lione, sposò Anne-Marie Berthon du Fromental. In seguito Arielle cambiò il cognome in Dombasle come suo nome di professione in onore della madre.
Lasciò il Messico e andò a vivere nello Château de Chaintré, la tenuta della famiglia Sonnery vicino Saumur, Borgogna.

### Carriera
Intraprende la carriera da attrice e cantante, cominciando a studiare al Conservatoire National de Musique de Paris e in successivi studi in Messico. Appare in numerose produzioni inglesi di Hollywood, anche se i suoi più importanti lavori sono in francese, come i suoi album.
Ha inoltre diretto e scritto due film, Chassé-croisé (1982) e Les Pyramides Bleues (1988). Famosa anche per la sua bellezza, lei stessa ha descritto il suo aspetto come quello di una "ragazza che balla al Crazy Horse", in riferimento al locale parigino famoso per gli spogliarelli.

### Vita privata
Dal 1993 è sposata in seconde nozze con il filosofo e scrittore Bernard-Henri Lévy.

## Filmografia

### Attrice

#### Cinema
- Il fuorilegge (Perceval le Gallois), di Éric Rohmer (1978)
- Je te tiens, tu me tiens par la barbichette, regia di Jean Yanne (1979) (non accreditata)
- Tess, regia di Roman Polański (1979)
- Justocoeur, regia di Mary Stephen (1980)
- Une robe noire pour un tueur, regia di José Giovanni (1981)
- Les fruits de la passion, regia di Shûji Terayama (1981)
- Putain d'histoire d'amour, regia di Gilles Béhat (1981)
- Chassé-croisé, regia di Arielle Dombasle (1982)
- Il bel matrimonio, (Le beau mariage), regia di Éric Rohmer (1982)
- La belle captive, regia di Alain Robbe-Grillet (1983)
- Pauline alla spiaggia (Pauline à la plage), regia di Éric Rohmer (1983)
- Los motivos de Berta, regia di José Luis Guerín (1984)
- La nuit porte jarretelles, regia di Virginie Thévenet (1985)
- Flagrant désir, regia di Claude Faraldo (1986)
- La moglie del capo (The Boss' Wife), regia di Ziggy Steinberg (1986)
- Giochi d'artificio (Jeux d'artifices), regia di Virginie Thévenet (1987)
- Les pyramides bleues, regia di Arielle Dombasle (1988)
- La scimmia è impazzita (El sueño del mono loco), regia di Fernando Trueba (1989)
- Se ti piace... vai... (Try This One for Size), regia di Guy Hamilton (1989)
- Lola Zipper, regia di Ilan Duran Cohen (1991)
- Hors saison, regia di Daniel Schmid (1992)
- La vie crevée regia di Guillaume Nicloux (1992)
- Villa Mauresque, regia di Patrick Mimouni (1992)
- L'absence, regia di Peter Handke (1992)
- L'albero, il sindaco e la mediateca (L'arbre, le maire et la médiathèque), regia di Éric Rohmer (1993)
- Miroslava, regia di Alejandro Pelayo (1993)
- Grand bonheur, regia di Hervé Le Roux (1993)
- Fado majeur et mineur, regia di Raúl Ruiz (1994)
- Un indiano in città (Un indien dans la ville), regia di Hervé Palud (1994)
- Cento e una notte (Les cent et une nuits de Simon Cinéma), regia di Agnès Varda (1995) (non accreditata)
- Un bruit qui rend fou, regia di Alain Robbe-Grillet e Dimitri de Clercq (1995)
- Mécaniques célestes, regia di Fina Torres (1995)
- À propos de Nice, la suite, episodio La promenade, regia di Raúl Ruiz (1995)
- Raging Angels, regia di Alan Smithee (1995)
- Una mamma per due papà (Les deux papas et la maman), regia di Jean-Marc Longval e Smaïn (1996)
- Tre vite e una sola morte (Trois vies & une seule mort), regia di Raúl Ruiz (1996)
- Le jour et la nuit, regia di Bernard-Henri Lévy (1997)
- J'en suis!, regia di Claude Fournier (1997)
- Jeunesse, regia di Noël Alpi (1997)
- Que la lumière soit, regia di Arthur Joffé (1998)
- Hors jeu, regia di Karim Dridi (1998)
- La noia (L'ennui), regia di Cédric Kahn (1998)
- Bo Ba Bu, regia di Ali Hamroyev (1998)
- Asterix & Obelix contro Cesare (Astérix et Obélix contre César), regia di Claude Zidi (1999)
- Il tempo ritrovato (Le temps retrouvé, d'après l'oeuvre de Marcel Proust), regia di Raúl Ruiz (1999)
- C'est pas ma faute!, regia di Jacques Monnet (1999)
- Les infortunes de la beauté, regia di John Lvoff (1999)
- Le Libertin, regia di Gabriel Aghion (2000)
- Vatel, regia di Arthur Joffé (2000)
- Amazone, regia di Philippe de Broca (2000)
- 30 ans, regia di Laurent Perrin (2000)
- Gamer, regia di Patrick Levy (2001)
- Folle de Rachid en transit sur Mars, regia di Philippe Barassat (2001)
- Les Âmes fortes, regia di Raúl Ruiz (2001)
- Deux, regia di Werner Schroeter (2002)
- Lovely Rita, sainte patronne des cas désespérés, regia di Stéphane Clavier (2003)
- Albert est méchant, regia di Hervé Palud (2004)
- Le Genre humain, première partie: Les Parisiens, regia di Claude Lelouch (2004)
- Quando sarò una star (Quand je serai star), regia di Patrick Mimouni (2004)
- Le Courage d'aimer, regia di Claude Lelouch (2005)
- Nouvelle chance, regia di Anne Fontaine (2006)
- Gradiva (C'est Gradiva qui vous appelle), regia di Alain Robbe-Grillet (2006)
- Sagan, regia di Diane Kurys (2008)
- La possibilité d'une île, regia di Michel Houellebecq (2008)
- HH, Hitler à Hollywood, regia di Frédéric Sojcher (2010)
- El baile de San Juan, regia di Francisco Athié (2010)
- Crédit pour tous, regia di Jean-Pierre Mocky (2011)
- La rouge et la noire, regia di Isabelle Prim (2011)
- La Mer à l'aube, regia di Volker Schlöndorff (2011)
- Opium, regia di Arielle Dombasle (2013)
- À votre bon coeur Mesdames, regia di Jean-Pierre Mocky (2013)
- Valentin Valentin, regia di Pascal Thomas (2014)
- Alien Crystal Palace, regia di Arielle Dombasle (2018)
- Ma mère est folle, regia di Diane Kurys (2018)
- Salauds de pauvres, regia di Christophe Alévêque, Rémi Cotta, Jean-Claude Deret, Charles Dubois, Patrice Leconte, Sophie Forte, GiedRé, Nadia Kozlowski-Bourgade (2019)
- La Fille et le Garçon, regia di Jean-Marie Besset (2022)
- Swing Rendez-vous, regia di Gérome Barry (2022)
- 2 matrimoni alla volta (Alibi.com 2), regia di Philippe Lacheau (2023)
- Les Secrets de la princesse de Cadignan, regia di Arielle Dombasle (2023)

### Cortometraggi
- Laissé inachevé à Tokyo, regia di Olivier Assayas (1982)
- Véra, regia di Jean Seban (1982)
- Un été nommé désir, regia di Fred de Fooko (1983)
- Rosette sort le soir, regia di Rosette (1983)
- Rosette prend sa douche, regia di Rosette (1984)
- Penelope Last, regia di Fernando Cobo (1984)
- Rosette vole les voleurs, regia di Rosette (1988)
- Mémoires, regia di Éric Summer (1991)
- Soyons amis!, regia di Thomas Bardinet (1996)
- Les amis de Ninon, regia di Rosette (1996)
- Les eléphants de la planète Mars, regia di Philippe Barassat (2000)
- Hideous Man, regia di John Malkovich (2002)
- Une mariée fascinante, regia di Ali Mahdavi (2012)
- The Return, regia di Karl Lagerfeld (2013)
- DitArielle, regia di Ali Mahdavi (2014)
- Johnny Are You Gay?, regia di Ali Mahdavi (2015)
- Amor maman, regia di Roland Menou (2019)
- The 7 Vices, regia di Gabriel Otero (2021)

#### Televisione
- Mazarin, regia di Pierre Cardinal – miniserie TV (1979)
- Louis XI ou Le pouvoir central, regia di Alexandre Astruc – film TV (1979)
- Il transatlantico della paura (The French Atlantic Affair), regia di Douglas Heyes – miniserie TV (1979)
- Catherine de Heilbronn, di Éric Rohmer – film TV (1980)
- I racconti di Edgar Allan Poe (Histoires extraordinaires) – miniserie TV, 1x03 (1981)
- Les panthères, regia di Philippe Masson – film TV (1981)
- La princesse lointaine, regia di Jean-Pierre Prévost – film TV (1981)
- Mozart, regia di Marcel Bluwal – miniserie TV (1982)
- Les dames à la licorne, regia di Lazare Iglésis – film TV (1982)
- Segreti (Lace), regia di William Hale – miniserie TV (1984)
- Vive la mariée, regia di Jean Valère – film TV (1985)
- Segreti 2 (Lace II), regia di William Hale – miniserie TV (1985)
- Miami Vice – serie TV, episodio 2x12 (1986)
- Sins, regia di Douglas Hickox – miniserie TV (1986)
- Sueurs froides – serie TV, episodio 1x05 (1988)
- L'or du diable, regia di Jean-Louis Fournier – miniserie TV (1989)
- Il giro del mondo in 80 giorni (Around the World in 80 Days), regia di Buzz Kulik – miniserie TV (1989)
- The Saint: Wrong Number, regia di Marijan David Vajda – film TV (1989)
- Incognito, regia di Alain Bergala – film TV (1989)
- Moi, général de Gaulle, regia di Denys Granier-Deferre – film TV (1990)
- L'homme au double visage, regia di Claude Guillemot – film TV (1990)
- Nel bene e nel male (Terror Stalks the Class Reunion), regia di Clive Donner – film TV (1992)
- La mare aux crocodiles, regia di Neal Sundstrom – film TV (1994)
- Red Shoe Diaries – serie TV, episodio 3x04 (1994)
- L'annamite, regia di Thierry Chabert – film TV (1995)
- Deserto di fuoco, regia di Enzo G. Castellari – miniserie TV (1997)
- Il commissario Maigret (Maigret) – serie TV, episodio 27 (1997)
- Opération Bugs Bunny, regia di Michel Hassan – film TV (1997)
- Ivre mort pour la patrie, regia di Vincent Hachet – film TV (1998)
- Les faux-fuyants, regia di Pierre Boutron – film TV (2000)
- La bataille d'Hernani, regia di Jean-Daniel Verhaeghe – film TV (2002)
- Les frangines, regia di Laurence Katrian – film TV (2002)
- La belle et la toute petite bête, regia di Max Luna – film TV (2003)
- Sissi, l'imperatrice ribelle (Sissi, l'impératrice rebelle), regia di Jean-Daniel Verhaeghe – film TV (2004)
- Milady, regia di Josée Dayan – film TV (2004)
- L'homme de ta vie, regia di Laurence Katrian – film TV (2006)
- Le bijou indiscret, regia di Arielle Dombasle (episodio di X Femmes) – serie TV (2008)
- La Maison du chat-qui-pelote, regia di Jean-Daniel Verhaeghe (episodio di Au siècle de Maupassant: Contes et nouvelles du XIXème siècle) – serie TV (2009)
- Myster Mocky présente – serie TV, 2 episodi (2008-2009)
- Roses à crédit, regia di Amos Gitai – film TV (2010)
- Ni reprise, ni échangée, regia di Josée Dayan – film TV (2010)
- Scènes de ménages – sitcom, 1 episodio (2012)
- Doc Martin – serie TV francese, episodio 3x08 (2013)
- Y'a pas d'âge – serie TV, 23 episodi (2013)
- Magnum, regia di Gaëtan Chataigner – film TV (2014)
- Folle Amanda, regia di Serge Khalfon – film TV (2017)
- Fais pas ci, fais pas ça – serie TV, episodio 9x05 (2017)
- Trop jeune pour moi, regia di Jérémy Minu – film TV (2020)
- Le Grand Restaurant: Réouverture après travaux, regia di Romuald Boulanger e Pierre Palmade (episodio di Le Grand Restaurant) – serie TV (2021)
- Tutte per una (Plan cœur) – serie TV, 3 episodi (2022)

### Doppiatrice
- Isabelle in Les voisins de mes voisins sont mes voisins, regia di Anne-Laure Daffis e Léo Marchand (2021)

### Regista

#### Cinema
- Chassé-croisé (1982)
- Les pyramides bleues (1988)
- La traversée du désir (2009)
- Opium (2013)
- Alien Crystal Palace (2018)
- Les Secrets de la princesse de Cadignan (2024)

#### Televisione
- X Femmes (2008) serie televisiva

### Sceneggiatrice

#### Cinema
- Chassé-croisé (1982)
- Les pyramides bleues (1988)

#### Televisione
- X Femmes (2008) serie televisiva

## Teatro
- La Fugue di Francis Lacombrade e Bernard Broca, musica di Alexis Weissenberg, regia di Jean-Claude Brialy, théâtre de la Porte-Saint-Martin di Parigi (1979)
- La Petite Catherine de Heilbronn di Heinrich von Kleist, regia di Éric Rohmer, Théâtre Nanterre-Amandiers di Nanterre (1979)
- Retour à Florence di Henry James, regia di Simone Benmussa, théâtre Renaud-Barrault di Parigi (1985)
- Hommage aux jeunes hommes chics di Saskia Cohen-Tanugi,  Jacques Baillon, Théâtre du Lierre di Parigi (1987)
- L'Absolu naturel di Goffredo Parise, regia di Simone Benmussa, théâtre Renaud-Barrault di Parigi (1991)
- L'as-tu revue?, regia di Olivier Benezech, Opéra-Comique di Parigi (1991)
- Le Jugement dernier di Bernard-Henri Lévy, regia di Jean-Louis Martinelli, théâtre de l'Atelier di Parigi (1992)
- La Belle et la Toute Petite Bête, adattamento e regia di Jérôme Savary, Opéra-Comique di Parigi (2003)
- Don Quichotte contre l'Ange bleu, testo e regia di Jérôme Savary, théâtre de Paris (2008)
- El Tigre, testo e regia di Alfredo Arias, théâtre du Rond-Point di Parigi (2013)
- Folle Amanda, di Pierre Barillet e Jean-Pierre Grédy, regia di Marie-Pascale Osterrieth, théâtre de Paris (2017)

## Discografia
Album studio
- 2000 - Liberta
- 2002 - Extase
- 2004 - Amor amor
- 2006 - C'est si bon
- 2009 - Glamour à mort
- 2011 - Diva Latina
- 2013 - By Era
- 2015 - French Kiss
- 2016 - La Rivière Atlantique
- 2020 - Empire
- 2024 - Iconics

Live & DVD
- 2005 - Arielle en concert à l'Olympia
- 2008 - Au Crazy Horse

## Doppiatrici italiane
Nelle versioni in italiano delle opere in cui ha recitato, Arielle Dombasle è stata doppiata da:
- Serena Verdirosi in Pauline alla spiaggia, Segreti, Segreti 2
- Roberta Greganti in Un indiano in città, Deserto di fuoco
- Francesca Fiorentini in La noia
- Cristina Noci in Asterix & Obelix contro Cesare
- Emanuela Rossi in 2 matrimoni alla volta
- Cristiana Lionello in Miami Vice
- Valeria Perilli in Milady
- Simona Izzo in Il giro del mondo in 80 giorni